# 모리타 동치
환론에서 모리타 동치([森田]同値, 영어: Morita equivalence)는 두 환 위의 가군 범주가 서로 동치가 되는 현상이다.

## 정의

### 모리타 동치
환 {\displaystyle R} 위의 오른쪽 가군 {\displaystyle U_{R}}가 주어졌을 때, 이에 대응하는 모리타 문맥 {\displaystyle (R,S,U,V,\phi ,\psi )}을 다음과 같이 정의할 수 있다.
- {\displaystyle S=\hom _{R}(U_{R},U_{R})}
- {\displaystyle {}_{R}V=\hom _{R}(_{S}U_{R},_{R}R_{R})}
- {\displaystyle \phi \colon U\otimes _{R}V\to S}, {\displaystyle (u\otimes v)\mapsto (u'\mapsto uv(u'))}
- {\displaystyle \psi \colon V\otimes _{S}U\to R}, {\displaystyle (v\otimes u)\mapsto v(u)}

{\displaystyle U_{R}}가 사영 가군이자, 유한 생성 가군이자, 범주 {\displaystyle \operatorname {Mod} _{R}}의 생성 대상이라고 하자. 그렇다면, {\displaystyle U_{R}}에 대응되는 모리타 문맥 {\displaystyle (R,S,U,V,\phi ,\chi )}에 대하여,
- {\displaystyle \otimes _{R}V_{S}\colon \operatorname {Mod} _{R}\rightleftarrows \operatorname {Mod} _{S}\colon \otimes _{S}U_{R}}는 범주의 동치를 이룬다.
- {\displaystyle _{S}U\otimes _{R}\colon {}_{R}\operatorname {Mod} \rightleftarrows {}_{S}\operatorname {Mod} _{S}\colon _{S}V\otimes _{R}}는 가법 범주의 가법 동치를 이룬다.

반대로, 모든 가군 가법 범주의 가법 동치는 모리타 문맥에 의하여 유도되며, 이 모리타 문맥은 사영 가군이자, 유한 생성 가군이자, 범주 {\displaystyle \operatorname {Mod} _{R}}의 생성 대상인 가군에 의하여 유도된다. 즉, 가법 범주의 가법 동치
{\displaystyle F\colon \operatorname {Mod} _{R}\rightleftarrows \operatorname {Mod} _{S}\colon G}
가 주어졌을 때,
- {\displaystyle _{S}U_{R}=G(_{S}S_{S})}
- {\displaystyle _{R}V_{S}=F(_{R}R_{R})}

로 놓으면, {\displaystyle U_{R}}는 사영 가군이자, 유한 생성 가군이자, 범주 {\displaystyle \operatorname {Mod} _{R}}의 생성 대상이며, 위 범주의 동치는 {\displaystyle U_{R}}에 의하여 생성되는 모리타 문맥에 의하여 생성된다. 특히, 다음과 같은 자연 동형이 존재한다.
{\displaystyle F\cong \otimes _{R}V}
{\displaystyle G\cong \otimes _{S}U}
또한, 임의의 두 환 {\displaystyle (R,S)}에 대하여 다음 두 모임이 서로 표준적으로 일대일 대응한다.
- 가법 동치 {\displaystyle \operatorname {Mod} _{R}\to \operatorname {Mod} _{S}}의 (자연 동형에 대한) 동형류
- 다음 두 조건을 만족시키는 {\displaystyle (S,R)}-쌍가군 {\displaystyle _{S}U_{R}}들의 동형류
  - {\displaystyle U_{R}}는 사영 가군이며, 유한 생성 가군이며, 범주 {\displaystyle \operatorname {Mod} _{R}}의 생성 대상이다.
  - {\displaystyle _{S}U_{R}}는 충실하게 균형 잡힌 쌍가군이다.

이와 같이, 두 환 {\displaystyle R}, {\displaystyle S} 위의 가군 범주가 서로 가법 동치라면, 두 환이 서로 모리타 동치(영어: Morita-equivalent)라고 하며,
{\displaystyle R\approx S}
로 표기한다.

### 모리타 쌍대성
쌍가군 {\displaystyle _{S}U_{R}}이 주어졌다고 하자. 그렇다면, 다음과 같은 함자를 정의할 수 있다.
{\displaystyle \hom _{R}\left((-)_{R},_{S}U_{R}\right)\colon \operatorname {Mod} _{R}\to {}_{S}\operatorname {Mod} ^{\operatorname {op} }}
{\displaystyle \hom _{S}\left(_{S}(-),_{S}U_{R}\right)\colon {}_{S}\operatorname {Mod} \to \operatorname {Mod} _{R}^{\operatorname {op} }}
이는 항상 서로 수반 함자를 이룬다.
{\displaystyle \hom _{R}\left((-)_{R},_{S}U_{R}\right)\dashv \hom _{S}\left(_{S}(-),_{S}U_{R}\right)}
수반 함자의 성분인 자연스러운 사상
{\displaystyle M_{R}\to \hom _{S}\left(\hom _{R}(M_{R},_{S}U_{R}),_{S}U_{R}\right)}
이 동형 사상일 경우, {\displaystyle R}-오른쪽 가군 {\displaystyle M_{R}}를 {\displaystyle U}-반사 가군(영어: {\displaystyle U}-reflexive module)이라고 하자. 마찬가지로 {\displaystyle S}-왼쪽 가군에 대하여 마찬가지로 반사 가군의 개념을 정의할 수 있다. 반사 가군의 범주를 {\displaystyle \operatorname {Mod} _{R}[U]} 및 {\displaystyle _{S}\operatorname {Mod} [U]}로 표기하자. 이 경우, {\displaystyle \operatorname {Mod} _{R}[U]}와 {\displaystyle _{S}\operatorname {Mod} [U]^{\operatorname {op} }}는 위 함자에 대하여 서로 가법 동치이다.
아벨 범주 {\displaystyle {\mathcal {A}}}의 충만한 부분 가법 범주 {\displaystyle {\mathcal {C}}}가 다음 조건을 만족시킨다면 세르 부분 범주라고 한다.
짧은 완전열 {\displaystyle 0\to A\to B\to C\to 0}에 대하여, {\displaystyle A,C\in {\mathcal {C}}}라면 {\displaystyle B\in {\mathcal {C}}}이다.
쌍가군 {\displaystyle _{S}U_{R}}에 대하여 다음 세 조건들이 서로 동치이다.
- {\displaystyle \operatorname {Mod} _{R}[U]}는 {\displaystyle \operatorname {Mod} _{R}}의 세르 부분 범주이며, {\displaystyle _{S}\operatorname {Mod} [U]}는 {\displaystyle _{S}\operatorname {Mod} }의 세르 부분 범주이며, {\displaystyle R_{R}\in \operatorname {Mod} _{R}[U]}이며, {\displaystyle _{S}S\in _{S}\operatorname {Mod} [U]}이다.
- {\displaystyle R_{R}}, {\displaystyle U_{R}}, {\displaystyle _{S}S}, {\displaystyle _{S}U}의 모든 몫가군은 {\displaystyle U}-반사 가군이다.
- {\displaystyle U_{R}}는 단사 가군이자 {\displaystyle \operatorname {Mod} _{R}}의 쌍대 생성 대상이며, 마찬가지로 {\displaystyle _{S}U}는 단사 가군이자 {\displaystyle _{S}\operatorname {Mod} }의 쌍대 생성 대상이며, 또한 {\displaystyle _{S}U_{R}}는 충실하게 균형 잡힌 쌍가군을 이룬다.

이 경우, {\displaystyle U}가 모리타 쌍대성(영어: Morita duality)을 정의한다고 한다.
또한, 위 조건이 성립한다면, 모든 유한 생성 가군 및 유한 쌍대 생성 가군은 {\displaystyle U}-반사 가군이다. 또한, 위 조건을 만족시키는 {\displaystyle U} 및 {\displaystyle U'}에 대하여, {\displaystyle U}-반사 가군인지 여부는 {\displaystyle U'}-반사 가군인지 여부와 일치한다. 즉, 위 조건이 성립한다고 가정하면, 반사 가군 조건은 {\displaystyle U}에 의존하지 않는다.
모리타 쌍대성 아래, (반사 가군인) 유한 생성 가군의 쌍대 가군은 유한 쌍대 생성 가군이며, 그 역도 성립한다. 모리타 쌍대성 아래, (반사 가군인) 단순 가군의 쌍대 가군은 단순 가군이며, (반사 가군인) 반단순 가군의 쌍대 가군은 반단순 가군이다.

## 예
모든 환 {\displaystyle R} 및 양의 정수 {\displaystyle n}에 대하여, {\displaystyle R}는 {\displaystyle \operatorname {Mat} (n;R)}와 모리타 동치이다. 이를 정의하는 모리타 문맥은 {\displaystyle R}-자유 가군 {\displaystyle U=R^{\oplus n}}에 의하여 생성된다. 즉,
- {\displaystyle S=\operatorname {End} _{R}(R^{\oplus n})=\operatorname {Mat} (n;R)}
- {\displaystyle _{R}U_{S}=R^{\oplus n}}. 이는 행벡터(={\displaystyle 1\times n} 행렬) 쌍가군으로 생각할 수 있다.
- {\displaystyle _{S}V_{R}=R^{\oplus n}}. 이는 열벡터(={\displaystyle n\times 1} 행렬) 쌍가군으로 생각할 수 있다.
- {\displaystyle \phi \colon _{R}U\otimes _{S}V_{R}\to {}_{R}R_{R}}는 행벡터와 열벡터의 스칼라곱이다.
- {\displaystyle \psi \colon _{S}V\otimes _{R}U_{S}\to _{S}S_{S}}는 열벡터와 행벡터의 외적이다.

아르틴-웨더번 정리에 따라서, 모든 반단순환 {\displaystyle R}는 유한 개의 나눗셈환 {\displaystyle D_{1},\dots ,D_{k}} 위의 행렬환 {\displaystyle \operatorname {Mat} (n_{i},D_{i})}들의 직접곱과 동형이며, 따라서 유한 개의 나눗셈환들의 직접곱과 모리타 동치이다.
{\displaystyle R\cong \operatorname {Mat} (n_{1};D_{1})\times \cdots \times \operatorname {Mat} (n_{k};D_{k})\approx D_{1}\times \cdots \times D_{k}}

## 역사
모리타 동치와 모리타 쌍대성은 모리타 기이치(1915~1995)가 1958년에 도입하였다.